# Банківська гарантія
Банківська гарантія - це спосіб забезпечення виконання зобов'язань, при якому банк, інша кредитна установа (гарант) видають на прохання боржника (принципала) письмове зобов'язання сплатити кредитору (бенефіціару) грошову суму при пред'явленні ним вимоги про її сплату.

Таким чином, у відносинах, пов'язаних з оформленням банківської гарантії, беруть участь як мінімум три особи: принципал, бенефіціар і гарант.
Гарантами виступають банки або інші фінансові установи.
У ролі принципала за банківською гарантією виступає боржник за основним зобов'язанням, на прохання якого гарант видає банківську гарантію.  Принципалом може виступати будь-яка особа.
Бенефіціаром банківської гарантії є кредитор підприємця за основним зобов'язанням, на користь якого гарант видає банківську гарантію.
У ролі бенефіціара може виступати будь-яка фізична або юридична особа, а також державні, податкові та митні органи.

Банківської гарантії є платною послугою банку-гаранта.
У зв'язку з цим за видачу банківської гарантії кредитна організація стягує банківську винагороду. На практиці:
- винагорода може сплачуватися у вигляді фіксованого платежу або у відсотках від суми виданої гарантії;
- винагорода може сплачуватися одноразово або частинами в залежності від терміну дії гарантії;
- розмір такої винагороди становить 1 - 10% від суми забезпечення.

#### Забезпечення виконання зобов'язань
Банківська гарантія - це документ, який видається банком і адресований конкретному кредитору організації.
Згідно банківської гарантії банк бере на себе зобов'язання погасити можливу заборгованість фірми перед кредитором за вимогою кредитора при настанні визначених умовах договору.
При цьому банк зобов'язується виплатити кредитору "тверду", заздалегідь обумовлену суму.
Особливість такої угоди полягає в тому, що на момент оформлення банківської гарантії, самого зобов'язання перед кредитором у організації ще не існує, тобто кредитор є потенційним.
Причому в майбутньому заборгованість за придбані товари, роботи або послуги може так і не з'явитися.

Переваги банківської гарантії.
Головними перевагами банківської гарантії є:
- невисока вартість банківської гарантії;
- можливість ефективного вирішення питання з оплати зобов'язань без вивільнення грошових коштів з обороту або їх прямого запозичення в кредитних установах.

Крім цього, банківська гарантія може розглядатися як додатковий стимул виконати взяті зобов'язання за договором (прикл. поставити товар, виконати роботу та надати послугу).